# Libri prohibiti
«Libri prohibiti» (с лат. — «запрещённые книги») — некоммерческая частная независимая исследовательская библиотека в Чехии, расположенная в Праге. Специализируется на чехословацком самиздате и произведениях эмигрантов.
Библиотека возникла из-за необходимости собрать запрещённую ранее продукцию эмигрантских и самиздатских издательств. Её официальное открытие состоялось 22 октября 1990 года.
В 2002 году за основание Libri Prohibiti Иржи Грунторад получил премию Magnesia Litera в номинации «За вклад в чешскую литературу».
В 2010 году библиотека отметила двадцатилетие публикацией сборника Přadénko z drátů (с чеш. — «Моток проволоки»). Произведения, составляющие этот сборник, написаны заключёнными трудового лагеря в Яхимове в 1949—1950 годах.
В 2013 году коллекция периодики библиотеки «Libri prohibiti» была включена в программу ЮНЕСКО «Память мира».
По состоянию на 2016 год фонд библиотеки насчитывал около 40 500 книг и около 3400 наименований периодических изданий. Это самая большая коллекция запрещённых книг, документов, журналов и прочих материалов в Чехии.
Фонды библиотеки доступны для исследователей и широкой публики. Также в её помещениях проводятся выставки, лекции, семинары и литературные вечера.